# 泉州 (南梁)
泉州，中国古代的州。
南朝梁分郢州置北新州，后来分北新州设土州、富州、洄州、泉州、豪州。泉州约在今湖北省钟祥市、京山市附近。南陈建立，泉州被王琳占据。永定三年（559年），王琳被南陈击败，泉州和土州、富州、北新州、洄州、豪州被北周占领，五个州都并入土州。